# Sibaganding (Pahae Julu)
Sibaganding is een bestuurslaag in het regentschap Tapanuli Utara van de provincie Noord-Sumatra, Indonesië. Sibaganding telt 422 inwoners (volkstelling 2010).